# Jaroslav Chalas
Jaroslav Chalas (* 19. August 1992) ist ein ehemaliger slowakischer Radrennfahrer, der vorrangig im Cyclocross aktiv war.

## Sportlicher Werdegang
Jaroslav Chalas erzielte seine Erfolge vorrangig auf nationaler Ebene. 2009 wurde er slowakischer Meister im Cyclocross der Juniorenklasse. Bei einem Kriterium in Spišská Nová Ves belegte er den fünften Platz. In der Saison 2011/2012 wurde er bei den nationalen Cyclocross-Meisterschaften der beste Fahrer der U23-Klasse. 2014 stand er als Dritter auf dem Podium der nationalen Meisterschaften in der Elite. Bei internationalen Rennen blieb er ohne vordere Platzierungen.
Auf der Straße nahm Chalas wiederholt an einzelnen Rennen teil, 2011 und 2012 fuhr er für das slowakische Continental Team Dukla Trenčín Merida. Während seiner gesamten Karriere gelangen ihm jedoch keine nennenswerten Ergebnisse.
2017 wurde Chalas letztmalig in den Ergebnislisten der UCI geführt.

## Erfolge
2010
- Slowakischer Meister - Cross (Junioren)

2012
- Slowakischer Meister - Cross (U23)

## Teams
- 2011 Dukla Trenčín Merida
- 2012 Dukla Trenčín Trek
- 2015 CK Banska Bystrica